# آدریاتیک اینترنشنال
آدریاتیک اینترنشنال (انگلیسی: Adriatic International) شرکت گردشگری کروات است، که در سال ۱۹۸۳ تأسیس شد.